# My Soul,Your Beats!/Brave Song
「My Soul,Your Beats!/Brave Song」（マイ・ソウル ユア・ビーツ／ブレイヴ・ソング）は、Liaの通算9枚目、多田葵の通算3枚目のシングル。2010年5月26日にアニプレックス(販売元)とKey Sounds Label(発売元)よりリリースされた。

## 概要
Liaと多田葵によるスプリットシングルで、テレビアニメ『Angel Beats!』のオープニングテーマ「My Soul,Your Beats!」、同エンディングテーマの「Brave Song」をTVアニメーションバージョンとオフボーカルバージョンで収録している。収録当時Liaは妊娠中でありながら、長時間のレコーディングに臨んでいる。
限定盤には第2話のノンクレジットOP&EDが収録されているDVDが付属されている。また、CDジャケットは、ピアノを弾いている立華かなでが描かれている。このCDから全作品インディーズでの発売のため、レンタルと音楽配信はされていないためこの曲を購入する場合はCDショップなどからの購入のみとなっている。

## カバー
- 2011年3月16日に発売された米倉千尋の2ndカバーアルバム『泣けるアニソン』に「My Soul,Your Beats!」が収録されている。
- 2015年10月7日に発売された遠藤正明の3rdカバーアルバム『ENSON3』に「My Soul,Your Beats!」が収録されている。
- 第一興商のLIVE DAM STUDIUM『あにそんボーカル』では「My Soul,Your Beats!」を藤東知夏がカバーしている。
- スマホ用リズムゲーム『アイドルマスター シンデレラガールズ スターライトステージ』には、Keyとのコラボレーションの一環で、緒方智絵里(大空直美)による「My Soul,Your Beats!」のカバー版が収録された。後に『THE IDOLM@STER CINDERELLA GIRLS STARLIGHT MASTER GOLD RUSH! 03』に収録。

## 販売・評価など
2010年5月27・28・30日付のオリコンデイリーランキングでは2位にランクイン、6月7日付週間ランキングでは初動売り上げでは8.0万枚を記録し3位にランクインした。Lia名義では前作が13位・1.1万枚であり、約7万枚の大幅増で自身初のオリコン週間ランキングTOP3入りとなった。2週目の6月14日付ランキングでも6位にランクインし、2週連続TOP10入りしロングヒットした。
2010年度オリコン年間シングルランキングにおいて、総合ランキングで38位に入り、アニメ･声優部門1位を獲得。ずっと僅差で1位を保持していた｢GO! GO! MANIAC｣を集計最終週でひっくりかえすという、土壇場での逆転劇だった。この2枚の売り上げ枚数差は124枚だった。
ビルボード・ジャパンによるBillboard JAPANインディーズ・アルバム&シングル・セールス・チャートでは6月7・14日付では2週連続1位を獲得、2010年の年間インディーズセールス・チャートで第1位に選ばれた。また、同インディーズレーベルであるKey Sounds Labelからは他にも3枚がトップ10にランクインしている。

## 収録曲
（全作詞・作曲：麻枝准、編曲：ANANT-GARDE EYES）
1. My Soul,Your Beats! [4:35]
歌：Lia
  - テレビアニメ『Angel Beats!』オープニングテーマ （第4話以外）
  - Webラジオ『Angel Beats! SSS（死んだ 世界 戦線）RADIO』オープニングテーマ
2. Brave Song [5:25]
歌：多田葵
  - テレビアニメ『Angel Beats!』エンディングテーマ
  - Webラジオ『Angel Beats! SSS（死んだ 世界 戦線）RADIO』エンディングテーマ
3. My Soul,Your Beats! （TV Size） [1:35]
4. Brave Song （TV Size） [1:48]
5. My Soul,Your Beats! （Instrumental）
6. Brave Song （Instrumental）

## 収録アルバム
- 『Keep The Beats!』
  - 劇中に登場するバンドGirls Dead Monsterのアルバム。同アルバム内に、「My Soul,Your Beats!」「Brave Song」のロックバージョンがボーナストラックとして収録されている。
- 『Angel Beats!オリジナル・サウンドトラック』
  - 当アニメのサウンドトラック。同アルバム内に、「My Soul,Your Beats!」（原曲収録）、「Brave Song」（アレンジバージョンでの収録）が収録されている。
- 『Key+Lia Best 2001-2010』
  - Liaのベストアルバム。「My Soul,Your Beats!」が収録されている。
- 『enigmatic LIA4 -Anthemical Keyworlds-』
  - Liaのリミックスアルバム。「My Soul,Your Beats! (TeddyLoid Remix)」が収録されている。